# Laguna Don Tomás
El Parque Recreativo Laguna Don Tomás, ubicado en Santa Rosa, La Pampa, consta de 500 hectáreas de espacios verdes y un espejo de agua donde se puede practicar pesca y deportes acuáticos. Hay zona de parrillas, juegos para niños, un centro de interpretación de flora y fauna, natatorio y también desde aquí se accede a la estancia La Malvina, que perteneció al fundador de la ciudad. Allí se puede ver a los residentes corriendo, caminando, haciendo fuego para un asado, pescando o sencillamente disfrutando del ocio al aire libre.

## Descripción
El parque ofrece una gran cantidad de parrillas, muy buena arboleda, pileta de natación, canchas de fútbol, vóley, básquet y softball, un circuito de salud, juegos infantiles, pista de atletismo y un circuito de ciclismo. También hay un tren turístico llamado el Puelchito, que pasa por el lugar en su recorrido desde la plaza San Martín.
Siguiendo el camino que bordea la laguna se llega a distintos recreos. En el de la Isla Grande hay un mirador, frente a la isla de los pájaros, y un espacio recreativo para los más chicos, denominado Isla de los Niños, donde se dan detalles de la fauna y la flora del lugar con material didáctico que puede verse en el Centro de Interpretación. 
Dentro de la laguna se permite tanto la pesca como la práctica de deportes acuáticos. Es más, aquí funciona una escuela de canotaje. Se puede hacer windsurf, kayak , canotaje, esquí acuático y motonáutica. 
Por último, y terminando nuestro recorrido, tomamos un desvío desde el Mirador de la Cruz para llegar al casco de la estancia La Malvina, que perteneció al fundador de la ciudad, don Tomás Mason. Fue recuperada de sus ruinas y hoy es un centro cultural y referente del pasado histórico.

## Toponimia
Debe su nombre al fundador de la ciudad de Santa Rosa, Tomás Mason.

## Historia
Recientemente el circuito que recorre la laguna se convirtió en mano única dejando el otro carril de circulación para los peatones. La circulación de mano única es obligatoria en sentido antihorario en la calle Raúl Alfonsín, perteneciente al Parque Recreativo Don Tomás.
Los accesos principales al Parque por Av. Uruguay y Av. San Martín Oeste, donde pueden ser utilizados por los vehículos tanto para ingresar como para egresar del predio, debiendo respetar siempre el sentido único establecido. Al ingresar y egresar de los accesos secundarios también se tiene que respetar la circulación de mano única. 

## Ubicación
La laguna se encuentra en la parte oeste de la ciudad, siendo parte de la ciudad misma. Es un centro recreativo y de esparcimiento. 
Para llegar a este pulmón verde con espejo de agua que ofrece Santa Rosa hay que transitar la avenida principal, llamada San Martín hasta chocarse de frente con la laguna. No son más de 20 cuadras desde el centro de la capital provincial.

El recreo tiene varios accesos además de la avenida principal. Una alternativa es la Av. Uruguay (extremo oeste), siguiente al Centro Judicial de Santa Rosa. Los accesos secundarios por calles P. Bertón, F. Altolaguirre y Estancia La Malvina también podrán ser utilizados como ingreso y egreso.